# Стефан Кароль Козловський
Стефан Кароль Козловський (пол. Stefan Karol Kozłowski; 4 листопада 1938 — 2 вересня 2022) — польський археолог, фахівець з європейського мезоліту і близькосхідного неоліту (Ірак).

## Життєпис
У 1956—1961 роках навчався в Варшавському університеті. У 1961 році захистив магістерську дисертацію з археології на тему «Плудська стоянка в Токарях-Ромберже, округи Плоцька». У 1967 році захистив дисертацію на ступінь доктора історичних наук (аналог українського кандидата історичних наук) за темою «Малопольський мезоліт» під керівництвом хабілітованого доктора (аналог доктора наук в Україні) Вальдемара Хмелевського.
У 1971 році отримав ступінь хабілітованого доктора, захистивши дисертацію на тему «Доісторична епоха в Польщі в 9 — 4 тис. до н. е.». З 1976 року очолює мезолітичну комісію Міжнародного союзу з вивчення доісторичного періоду (UISPP), а з 1981 року — професор Варшавського університету.

## Основні твори
- Cultural differentiation of Europe from 10th to 5th Millennium B.C. Warszawa, 1975
- Pradzieje ziem polskich od IX do V tysiąclecia p.n.e. Warszawa: PWN, 1972
- Pradzieje Europy od XL do IV tysiąclecia p.n.e. Warszawa: PWN, 1975, (wraz z J. K. Kozłowskim)
- Epoka kamienia na ziemiach polskich, Warszawa: PWN, 1977, (wraz z J. K. Kozłowskim)
- Atlas of the Mesolithic in Europe, Warszawa, 1980
- The Eastern Wing of the Fertile Crescent, BAR International Series 760. Oxford, 1999.
- Territories, Boundaries and Cultures in the Neolithic Near East, BAR International Series 1362. Oxford, 2005 (в соавторстве с O. Aurenche).